# Championnats d'Amérique du Sud d'athlétisme 1979
Navigation
Montevideo 1977 La Paz 1981
Les 30e Championnats d'Amérique du Sud d'athlétisme ont eu lieu à Bucaramanga, en Colombie.

## Résultats

### Épreuves masculines
| Épreuves | Or                              | Or               | Argent                       | Argent          | Bronze                       | Bronze          |
| --- | ------------------------------- | ---------------- | ---------------------------- | --------------- | ---------------------------- | --------------- |
| 100 mètres | Altevir de Araújo Brésil        | 10 s 1 CR        | Manuel Ramírez Colombie      | 10 s 4          | Reinaldo Lizardi Venezuela   | 10 s 6          |
| 200 mètres | Altevir de Araújo Brésil        | 20 s 5 CR        | Katsuhiko Nakaya Brésil      | 20 s 8          | Héctor Daley Panama          | 21 s 1          |
| 400 mètres | Geraldo Pegado Brésil           | 46 s 20 CR       | Antônio Díaz Ferreira Brésil | 46 s 90         | Héctor Daley Panama          | 47 s 40         |
| 800 mètres | Cristián Molina Chili           | 1 min 47 s 8 CR  | William Wuycke Venezuela     | 1 min 47 s 9    | Pedro Cáceras Argentine      | 1 min 48 s 5    |
| 1 500 mètres | Emilio Ulloa Chili              | 3 min 47 s 0 CR  | José Velásquez Venezuela     | 3 min 47 s 5    | Wilson de Santana Brésil     | 3 min 47 s 9    |
| 5 000 mètres | Alejandro Silva Chili           | 13 min 57 s 2 CR | Domingo Tibaduiza Colombie   | 14 min 03 s 4   | Johnny Pérez Bolivie         | 14 min 16 s 1   |
| 10 000 mètres | Silvio Salazar Colombie         | 28 min 50 s 4    | Domingo Tibaduiza Colombie   | 28 min 51 s 2   | Víctor Maldonado Venezuela   | 29 min 37 s 3   |
| Marathon | Luis Barbosa Colombie           | 1 h 56 min 12 s  | Alfonso Torres Colombie      | 1 h 57 min 25 s | Lucirio Garrido Venezuela    | 1 h 59 min 30 s |
| 3000 mètres steeple | Germán Aranda Colombie          | 8 min 52 s 3     | Elói Schleder Brésil         | 8 min 57 s 4    | Johnny Pérez Bolivie         | 8 min 58 s 6 NR |
| 110 mètres haies | Wellington da Nobrega Brésil    | 14 s 4           | Carlos dos Santos Brésil     | 14 s 6          | Andrés Lyon Chili            | 14 s 9          |
| 400 mètres haies | Antônio Díaz Ferreira Brésil    | 50 s 7 CR        | Donizete Soares Brésil       | 51 s 1          | José Davis Venezuela         | 51 s 5          |
| Saut en hauteur | Daniel Mamet Argentine          | 2,12 m CR        | Geraldo Rodrigues Brésil     | 2,09 m          | Iraja Cecy Brésil            | 2,09 m          |
| Saut à la perche | Fernando Ruocco Uruguay         | 4,70 m CR        | Tito Steiner Argentine       | 4,60 m          | Henry Gómez Chili            | 4,45 m          |
| Saut en longueur | Oswaldo Torres Venezuela        | 7,67 m           | Carlos Gambetta Argentine    | 7,58 m          | Francisco de Oliveira Brésil | 7,57 m          |
| Triple saut | José Salazar Venezuela          | 16,23 m          | Francisco de Oliveira Brésil | 16,15 m         | Celso Pereira Brésil         | 15,83 m         |
| Lancer du poids | Gert Weil Chili                 | 16,42 m          | Jesús Ramos Venezuela        | 16,22 m         | José Jacques Brésil          | 16,20 m         |
| Lancer du disque | Sérgio Thomé Brésil             | 56,10 m          | Luis Palacios Venezuela      | 54,42 m         | José Jacques Brésil          | 53,10 m         |
| Lancer du marteau | José Vallejo Argentine          | 63,44 m          | Celso de Moraes Brésil       | 61,44 m         | Daniel Gómez Argentine       | 57,60 m         |
| Lancer du javelot | Ramón Ángel Garmendia Argentine | 72,32 m CR       | Orángel Rodríguez Venezuela  | 70,32 m         | Paulo Hasse Brésil           | 68,84 m         |
| Décathlon | Alfredo Silva Chili             | 6991 pts         | Ramón Montezuma Venezuela    | 6964 pts        | Claudio Escauriza Paraguay   | 6791 pts        |
| 20 kilomètres marche | Ernesto Alfaro Colombie         | 1 h 29 min 31 s  | Waldemar da Silva Brésil     | 1 h 29 min 37 s | Jorge Quiñones Colombie      | 1 h 29 min 51 s |
| Relais 4 × 100 mètres | Venezuela                       | 40 s 0 CR        | Brésil                       | 40 s 2          | Argentine                    | 40 s 4          |
| Relais 4 × 400 mètres | Venezuela                       | 3 min 09 s 8     | Argentine                    | 3 min 10 s 5    | Brésil                       | 3 min 10 s 5    |
| Records et Performances - AR : Record continental (area record) - CR : Record des championnats (championship record) - MR : Record du meeting (meet record) - NR : Record national (national record) - OR : Record olympique (olympic record) - PR : Record paralympique (paralympic record) - PB : Record personnel (personal best) - SB : Meilleure performance personnelle de la saison (season's best) - WL : Meilleure performance mondiale de l'année (world leader) - WJR : Record du monde junior (world junior record) - WR : Record du monde (world record) Circonstances et Conditions - DNF : N'a pas terminé (did not finish) - DNS : N'a pas pris le départ (did not start) - DQ : Disqualification (disqualification) - NM : Aucun essai valable enregistré (No Mark) - Q : Qualifié « directement » au prochain tour (ou à la prochaine compétition), lors d'une compétition majeure, grâce au classement ou à la réalisation des minima (automatic qualifier) - q : Qualifié au prochain tour (ou à la prochaine compétition), lors d'une compétition majeure, grâce au repêchage ou à la réalisation de l'une des meilleures performances parmi celles des « non qualifiés directement » (grâce au meilleur temps ou à la meilleure distance par exemple) (secondary qualifier) |                                 |                  |                              |                 |                              |                 |

### Épreuves féminines
| Épreuves | Or                          | Or              | Argent                    | Argent       | Bronze                        | Bronze       |
| --- | --------------------------- | --------------- | ------------------------- | ------------ | ----------------------------- | ------------ |
| 100 mètres | Beatriz Allocco Argentine   | 11 s 7 CR       | Carmela Bolívar Pérou     | 11 s 8       | Esmeralda García Brésil       | 11 s 8       |
| 200 mètres | Beatriz Allocco Argentine   | 23 s 5          | Tânia Miranda Brésil      | 24 s 1       | Esmeralda García Brésil       | 24 s 1       |
| 400 mètres | Tânia Miranda Brésil        | 54 s 2 CR       | Margarita Grün Uruguay    | 54 s 8       | Miriam Rojas Colombie         | 54 s 8       |
| 800 mètres | Alejandra Ramos Chili       | 2 min 04 s 2 CR | Nancy González Chili      | 2 min 09 s 8 | Adriana Marchena Venezuela    | 2 min 10 s 4 |
| 1 500 mètres | Alejandra Ramos Chili       | 4 min 23 s 2 CR | Teresa Rodríguez Colombie | 4 min 32 s 6 | Monica Regonesi Chili         | 4 min 36 s 1 |
| 100 mètres haies | Yvonne Neddermann Argentine | 14 s 2          | Olga Verissimo Brésil     | 14 s 4       | Beatriz Capotosto Argentine   | 14 s 7       |
| Saut en hauteur | Ana Maria Marcón Brésil     | 1,75 m          | Liliana Arigoni Argentine | 1,75 m       | Beatriz Bonfim Brésil         | 1,70 m       |
| Saut en longueur | Themis Zambrzycki Brésil    | 6,03 m          | Conceição Geremias Brésil | 5,95 m       | Yvonne Neddermann Argentine   | 5,92 m       |
| Lancer du poids | Magdalena Gómez Colombie    | 13,94 m         | Themis Zambrzycki Brésil  | 13,84 m      | Maria Boso Brésil             | 13,24 m      |
| Lancer du disque | Sandra Peres Brésil         | 46,11 m         | Maria Boso Brésil         | 42,54 m      | Selene Saldarriaga Colombie   | 41,78 m      |
| Lancer du javelot | Marli dos Santos Brésil     | 50,92 m CR      | Neuza Trolezzi Brésil     | 45,07 m      | Ana María Campillay Argentine | 42,30 m      |
| Pentathlon | Themis Zambrzycki Brésil    | 4117 pts        | Conceição Geremias Brésil | 3880 pts     | Yvonne Neddermann Argentine   | 3833 pts     |
| Relais 4 × 100 mètres | Argentine                   | 46 s 0          | Brésil                    | 46 s 1       | Venezuela                     | 46 s 6       |
| Relais 4 × 400 mètres | Brésil                      | 3 min 42 s 0 CR | Chili                     | 3 min 44 s 6 | Colombie                      | 3 min 45 s 1 |
| Records et Performances - AR : Record continental (area record) - CR : Record des championnats (championship record) - MR : Record du meeting (meet record) - NR : Record national (national record) - OR : Record olympique (olympic record) - PR : Record paralympique (paralympic record) - PB : Record personnel (personal best) - SB : Meilleure performance personnelle de la saison (season's best) - WL : Meilleure performance mondiale de l'année (world leader) - WJR : Record du monde junior (world junior record) - WR : Record du monde (world record) Circonstances et Conditions - DNF : N'a pas terminé (did not finish) - DNS : N'a pas pris le départ (did not start) - DQ : Disqualification (disqualification) - NM : Aucun essai valable enregistré (No Mark) - Q : Qualifié « directement » au prochain tour (ou à la prochaine compétition), lors d'une compétition majeure, grâce au classement ou à la réalisation des minima (automatic qualifier) - q : Qualifié au prochain tour (ou à la prochaine compétition), lors d'une compétition majeure, grâce au repêchage ou à la réalisation de l'une des meilleures performances parmi celles des « non qualifiés directement » (grâce au meilleur temps ou à la meilleure distance par exemple) (secondary qualifier) |                             |                 |                           |              |                               |              |

## Tableau des médailles
| Rang | Nation    | Or | Argent | Bronze | Total |
| ---- | --------- | -- | ------ | ------ | ----- |
| 1    | Brésil    | 13 | 18     | 12     | 43    |
| 2    | Argentine | 7  | 4      | 7      | 18    |
| 3    | Chili     | 7  | 2      | 3      | 12    |
| 4    | Colombie  | 5  | 5      | 4      | 14    |
| 5    | Venezuela | 4  | 6      | 6      | 16    |
| 6    | Uruguay   | 1  | 1      | 0      | 2     |
| 7    | Pérou     | 0  | 1      | 0      | 1     |
| 8    | Panama    | 0  | 0      | 2      | 2     |
| 8    | Bolivie   | 0  | 0      | 2      | 2     |
| 10   | Paraguay  | 0  | 0      | 1      | 1     |